# De Waterkip
De Waterkip (ook wel DWK) is een zwem- en waterpolovereniging uit het Nederlandse dorp Barneveld.

## Geschiedenis
De vereniging is op 19 mei 1934 opgericht en maakt gebruik van de Veluwehal in Barneveld, de Heuvelrand in Voorthuizen en de Krommerijn in Utrecht. Naast waterpolo, recreatief- en wedstrijdzwemmen biedt de vereniging ook zwemles volgens de KNZB -methode Superspetters aan. Tussen 1972 en 1992 was Rian Smit hoofddtrainster van de zwemafdeling van DWK, in deze periode zette zij een professionele structuur neer. DWK werd toen voor het eerst kampioen van Gelderland. DWK werd in totaal 32 maal op rij kampioen van Gelderland. Na het vertrek van Smit nam André Cats in 1992 het trainerschap van de zwemafdeling over. Hij werd in 1996 opgevolgd door Mark Faber. In 1994 werd DWK voor het eerst landskampioen en bleef tot 6 seizoenen daarna regerend landskampioen, in 2001 werd de club ook landskampioen. Vanaf 2001 waren er diverse trainers. Sinds 2013 is Jeroen Dellebeke de hoofdcoach van de zwemafdeling. 
DWK is altijd een sterke club geweest, getuige ook de landstitel in 2005/2006. De ploeg moest na het seizoen 2014/2015 een stap terug doen in de competitie maar wist na afloop van 2017/2018 weer een plek in de Hoofdklasse terug te winnen.

## Bekende (ex-)sporters
- Alwin de Groot
- Bastiaan Tamminga
- Benno Kuipers
- Conny van Bentum
- Dennis Rijnbeek
- Ewout Holst
- Mark van der Zijden
- Martin van der Spoel
- Rieneke Terink
- Thijs van Valkengoed

Conny van Bentum nam deel aan drie Olympische Spelen: 1980 in Moskou, 1984 in Los Angeles en 1988  in Seoel.